# فیلم پنج‌قلوهای باکلاس
فیلم پنج‌قلوهای باکلاس (به انگلیسی: The Quintessential Quintuplets Movie) (Eiga Go-Tōbun no Hanayome (ژاپنی: 映画 五等分の花嫁)) یک فیلم انیمه کمدی رمانتیک ژاپنی محصول ۲۰۲۲ است که بر پایهٔ مجموعه مانگای پنج‌قلوهای باکلاس اثر نگی هاروبا و دنباله‌ای بر مجموعهٔ تلویزیونی انیمه به همین نام (۲۰۱۹–۲۰۲۱) ساخته شده است. این فیلم که توسط استودیوی انیمیشن بیبوری تولید و توسط پونی کنیون توزیع شده است، با کارگردانی ماساتو جینبو بر پایهٔ فیلمنامه‌ای از کیچیو اوچی نوشته شده و یوشیتسوگو ماتسوکا، کانا هانازاوا، آیانا تاکتاکسو، میکو ایتو، آیانه ساکورا و اینوری میناس در آن ایفای نقش کرده‌اند.
ادامه این مجموعه انیمه در مارس ۲۰۲۱ معرفی شد و سپس در آوریل اعلام شد که به صورت فیلم سینمایی اکران می‌شود. بازیگران و کارکنان این فیلم به ترتیب در اکتبر و دسامبر ۲۰۲۱ مشخص شدند.
فیلم پنج‌قلوهای باکلاس در ۲۰ مهٔ ۲۰۲۲ در ژاپن اکران شد و بیش از ۱۳ میلیون دلار در گیشه ژاپن فروش داشته است.

## داستان
فوتارو اوسوگی، دانش‌آموز سال سوم دبیرستانی که به صورت پاره‌وقت به عنوان معلم برای پنج‌قلوهای خانواده ناکانو، ایچیکا، نینو، میکو، یوتسوبا و ایتسوکی کار می‌کند، آنها را در اولین روز جشنواره مدرسه برای یک اعلامیهٔ مهم در مورد احساسات خود نسبت به آنها به کلاس درس دعوت می‌کند.

## صداپیشه‌ها
- یوشیتسوگو ماتسواوکا در نقش فوتارو اوسوگی[۴]
- کانا هانازاوا در نقش ایچیکا ناکانو[۵]
- آیانا تاکه‌تاتسو در نقش نینو ناکانو[۶]
- میکو ایتو در نقش میکو ناکانو[۷]
- آیانه ساکورا در نقش یوتسوبا ناکانو[۸]
- اینوری میناسه در نقش ایتسوکی ناکانو[۹]

## تولید
در مارس ۲۰۲۱، کارکنان فصل دوم مجموعهٔ پنج‌قلوهای باکلاس اعلام کردند که تولید دنباله آغاز شده است. در آوریل ۲۰۲۱، اعلام شد که این دنباله به عنوان یک فیلم اکران می‌شود. این فیلم پایان مجموعه انیمه است. شرکت پونی کنیون توزیع‌کننده فیلم است و یوشیتسوگو ماتسواوکا، کانا هانازاوا، آیانا تاکه‌تاتسو، میکو ایتو، آیانه ساکورا، و اینوری میناسه نقش‌های صوتی مربوطه خود را در نقش فوتارو اوسوگی و پنج‌قلوها ناکانو، ایچیکا، نینو، میکو، یوتسوبا و ایتسوکی از سری انیمه تکرار کردند. در دسامبر ۲۰۲۱، ماساتو جینبو به عنوان کارگردان، کیچیرو اوچی به عنوان فیلمنامه‌نویس، ماساتو کاتسوماتا به عنوان طراح شخصیت، آکیهیتو اوگییاما به عنوان کارگردان هنری، آیکو ماتسویاما به عنوان طراح رنگ، دایسوکه چیبا به عنوان فیلمبردار و موتسومی تاکمیا به عنوان تدوینگر فیلم معرفی شدند.

## انتشار
فیلم پنج‌قلوهای باکلاس در ۲۰ مهٔ ۲۰۲۲ در ۱۰۸ سینما در ژاپن اکران شد.

## بازخورد

### فروش
تا ۵ ژوئیه ۲۰۲۲، فیلم پنج‌قلوهای باکلاس در ژاپن ۱٫۹ میلیارد ین (۱۳٫۹ میلیون دلار) فروش داشته است.
این فیلم در آخر هفته افتتاحیه خود با ۳٫۰۵ میلیون دلار در ردهٔ دوم گیشه قرار گرفت. در آخر هفته دوم، این فیلم ۱٫۶۸ میلیون دلار به دست آورد و در جایگاه سوم گیشه قرار گرفت. این فیلم پس از سومین آخر هفته خود با فروش ۱۳۳ میلیون ین (۱ میلیون دلار) به مجموع یک میلیارد ین رسید و در جایگاه چهارم قرار گرفت. در ۲۶ روز پس از اکران این فیلم، یک میلیون بلیت فروخته شده است.
شرکت ژاپنی بررسی و نظرسنجی فیلم‌مارکس گزارش داد که فیلم پنج‌قلوهای باکلاس بر اساس ۵۲۰ نقد، امتیاز ۴٫۱۵ از ۵ را دریافت کرده است که این فیلم را در رتبه اول رضایت روز اول خود قرار داده است.